# 天津市作家协会
天津市作家协会，简称天津市作协，是中华人民共和国天津市文学工作者组成的专业性人民团体，是中国作家协会的团体会员。其最高权力机构为天津市作家协会代表大会。

## 历届主席
- 第一届1956-

主席：方纪
- 第二届1980-

主席：孙犁
- 第三届1988-

主席：蒋子龙
- 第四届2014-

主席：赵玫。
副主席：万镜明、赵鸿友、肖克凡、王  松、李  鹏、武  歆 。 
黄桂元   张永琛
- 第五届2020-

主席：尹学芸。专职副主席：李彬、张桂元。
副主席：闫立飞、杨君毅、张小伟、张永琛、李 鹏、武 歆、 陈丽伟。